# Hess lighTram Hybrid
Hess lighTram Hybrid ist ein vierachsiger Doppelgelenkbus mit seriellem Hybridantrieb. Die Karosserie sowie das Fahrgestell werden vom Schweizer Unternehmen Carrosserie Hess produziert, die Antriebstechnik vom deutschen Unternehmen Vossloh Kiepe. Der Doppelgelenkhybridbus mit der offiziellen Typenbezeichnung BGGH-N2C, auch XXL- oder Megahybrid genannt, bildet mit dem Doppelgelenktrolleybus lighTram Trolley, dem Gelenktrolleybus Swisstrolley, dem Duo-Bus NGT 204 F, dem Hybridgelenkbus Swisshybrid sowie dem Dieselbus Swissdiesel und dem bisher noch nicht in Serie gefertigten Solotrolleybus Eurotrolley eine Produktfamilie.

## Technik und Design

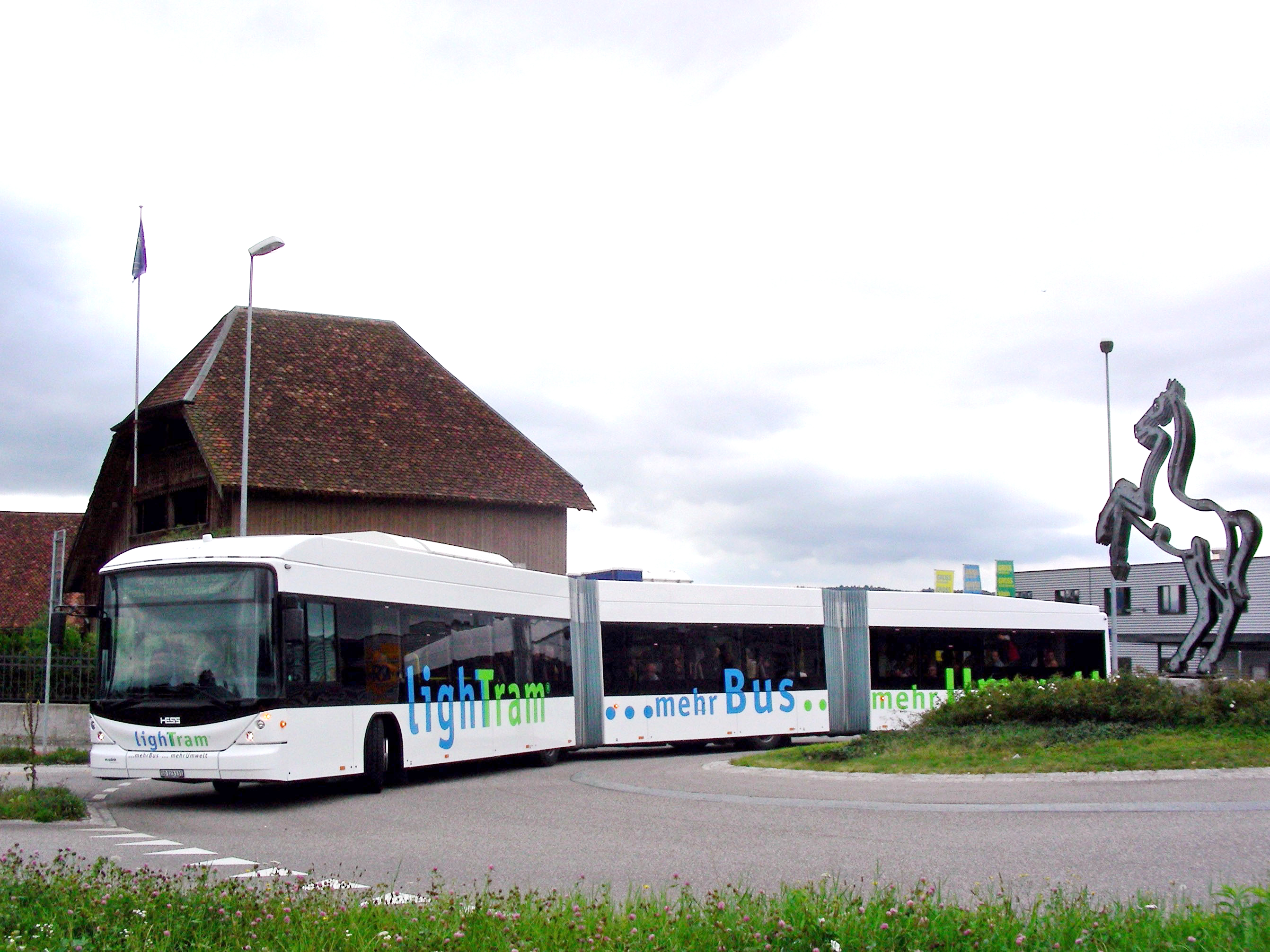
Der 2007 gebaute Vorführwagen unterwegs auf einer Sonderfahrt anlässlich des Tages der offenen Tür bei Carrosserie Hess

Bei den beiden auf die zweite und dritte Achse wirkenden Elektro-Fahrmotoren handelt es sich um fremdbelüftete Drehstrom-Asynchronmotoren mit jeweils 160 kW Leistung. Sie werden durch einen permanent erregten 190 kW Synchrongenerator mit Scania-Dieselmotor sowie durch die Rückgewinnung der Bremsenergie gespeist. Die Energie die beim Bremsen gewonnen wird, wird dabei in Doppelschicht-Kondensatoren auf dem Dach des Fahrzeuges gespeichert. Hierdurch wird eine Reduzierung des Kraftstoffverbrauchs um circa 20 bis 30 Prozent gegenüber einem herkömmlichen, dieselbetriebenen Omnibus erreicht.
Für die Konstruktion der Karosserie kommt das von Hess patentierte CO-BOLT Baukastenverfahren zum Einsatz, welches heute das Aussehen sämtlicher Fahrzeuge der Hess-Produktfamile bestimmt. Mit der nachträglichen Einführung einer tramähnlichen Frontpartie für die Trolleybuskunden des Unternehmens ist diese Ausstattungsoption aufgrund des Baukastenschemas auch für den Hybrid-Doppelgelenkbus möglich. Erstmals werden die drei 2014 für Emile Weber gefertigten lighTram Hybrid über die neue Tramfront verfügen.
Der Wagen weist eine Gesamtlänge von 24,691 Metern auf, ist 2,55 Meter breit und 3,44 Metern hoch und hat einen minimalen Innenwendekreis von 12 Metern, der kleinstmögliche Außenwendekreis liegt dann bei 25 Metern. Das zulässige Gesamtgewicht beträgt 39,0 Tonnen bei einer maximalen Achslast von 11,5 Tonnen. Der XXL-Hybridbus kann in der Ausstattungsvariante des Vorführfahrzeugs 180 Fahrgäste aufnehmen, davon 59 sitzend.
Die technischen Eigenschaften können bei den einzelnen produzierten Einheiten entsprechend der individuellen Kundenwünsche leicht voneinander abweichen.

## Prototyp und Testeinsätze
Der Prototyp des lighTram Hybrid wurde ab dem 18. Juli 2007 sechs Wochen lang bei den Zugerland Verkehrsbetrieben im Linienverkehr getestet. Dabei war das Fahrzeug für rund einen Monat auf der ZVB-Linie 6 (Zug – Steinhausen) unterwegs. In Deutschland fand der erste Testeinsatz zwischen 21. und 23. September 2007 im baden-württembergischen Tübingen statt. Interessierte konnten an diesem Wochenende an Demonstrationsfahrten zwischen dem Omnibusbahnhof und Lustnau teilnehmen.
Auch in Luzern, Düsseldorf, Schaffhausen (in 2007), Jena, Oberhausen, München, Dresden (in 2008), Helsinki und St. Gallen (in 2010) fanden Erprobungsfahrten mit dem Vorführwagen statt.

## Einsatzbetriebe der Serienfahrzeuge

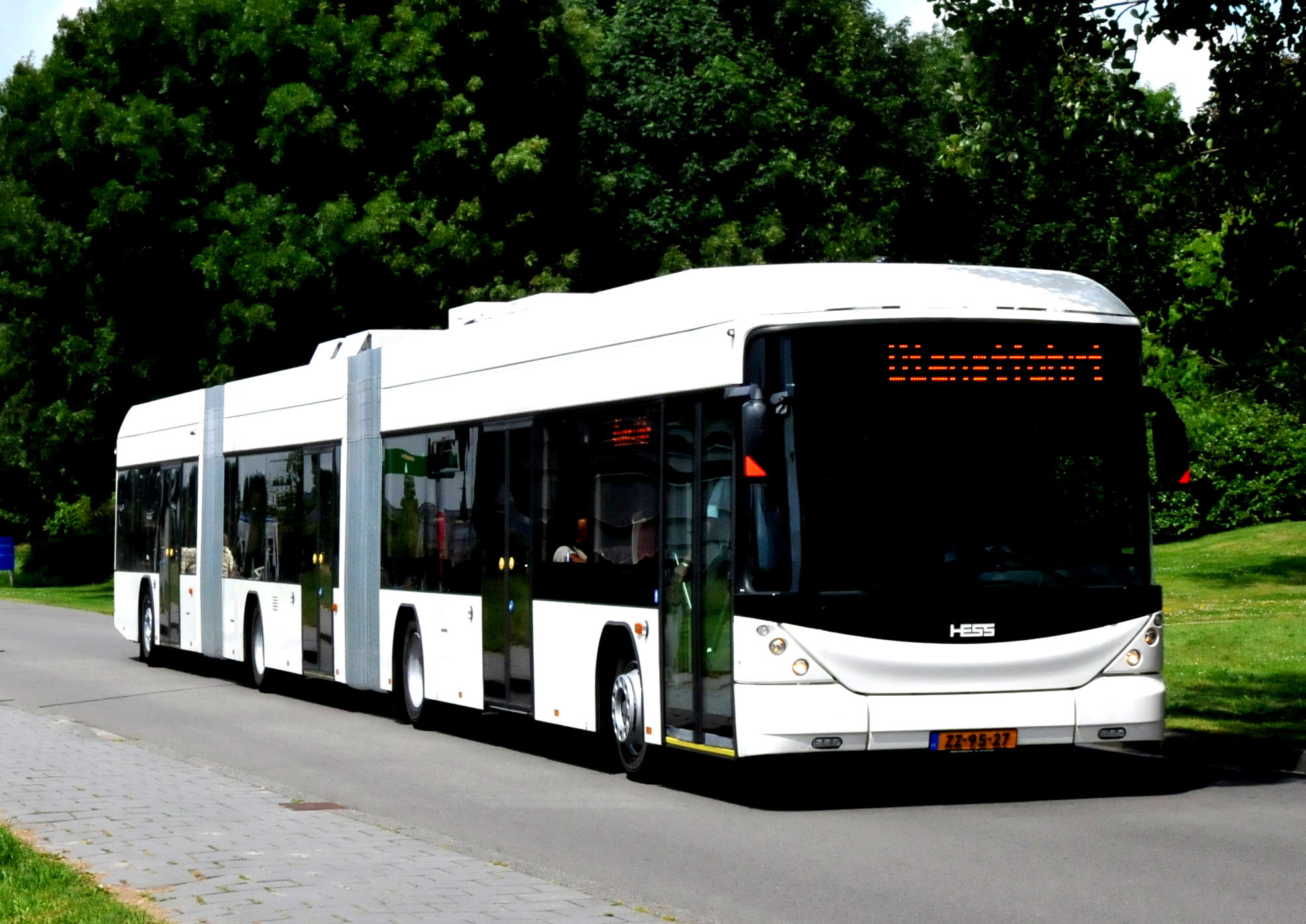
Eine für Qbuzz vorgesehene lighTram bei Instruktionsfahrten in Groningen

Im Mai 2009 wurden die ersten zwei serienmäßig hergestellten lighTrams mit Hybridantrieb beim Verkehrsunternehmen Voyages Emile Weber im luxemburgischen Canach in Betrieb genommen, wo sie für den Einsatz auf der Buslinie 16 (Hesperingen – Howald – Bonneweg – Bahnhof – Zentrum – Kirchberg – Flughafen) der Luxemburger Verkehrsbetriebe AVL vorgesehen sind. Das 2007 gebaute Vorführfahrzeug von Hess wurde 2010 ebenfalls an Emile Weber abgegeben.
Zwischen April und Juni 2008 wurde der Typ zudem in Hamburg mit den konventionellen Doppelgelenkbussen des Typs Van Hool AGG 300 verglichen. Seit Juni 2012 an werden zwei Busse als mögliche Nachfolger der VanHool-Busse in Hamburg in einem Langzeittest erprobt, Haupteinsatzgebiet ist die stark befahrene Metrobus-Linie 5 (Hauptbahnhof – Rathausmarkt – Bahnhof Dammtor – U Hoheluftbrücke – U Niendorf Markt – A Burgwedel).

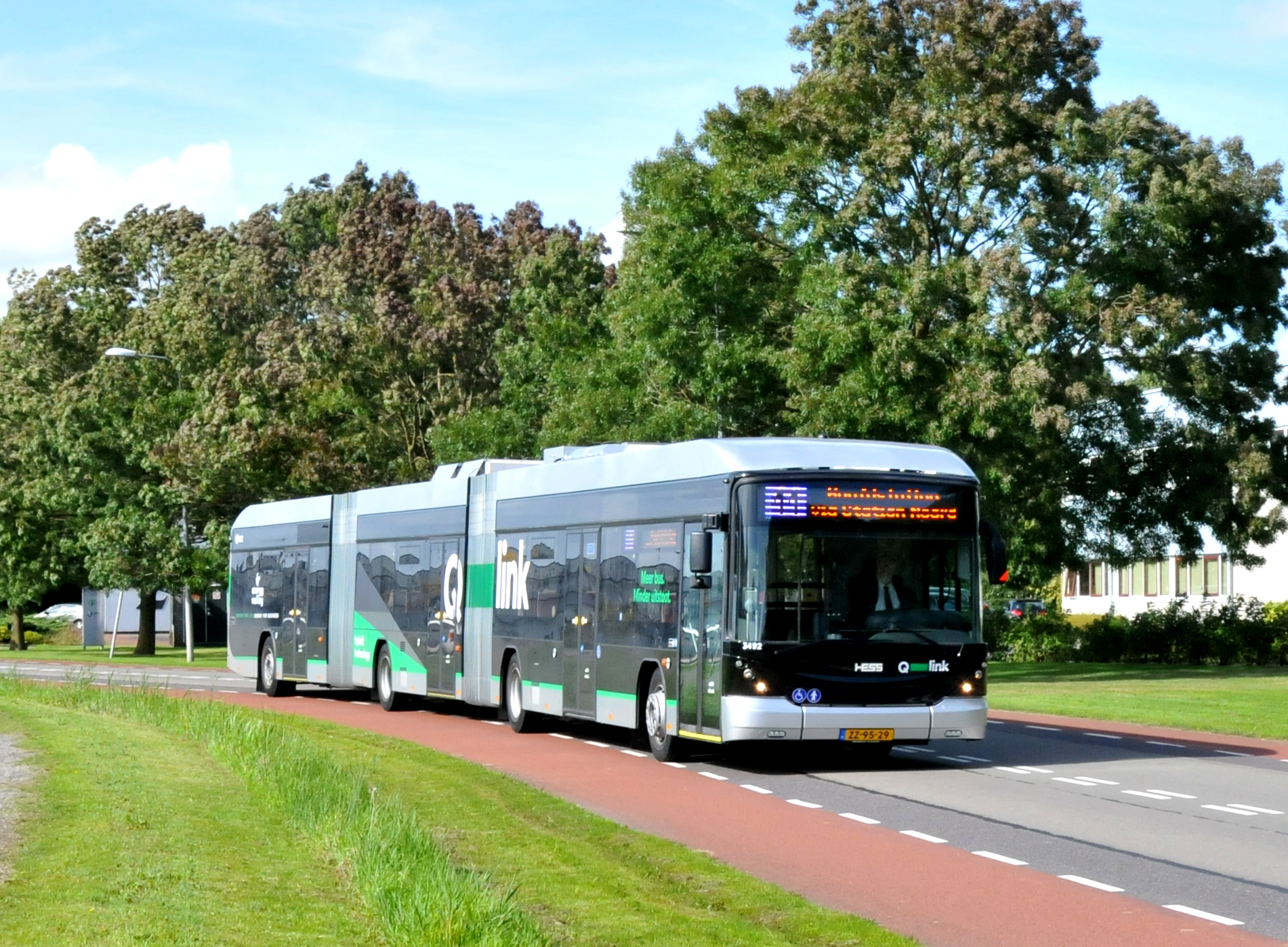
Qbuzz lighTram 3492 durchquert auf der Fahrt in Richtung Hoofdstation auf der Zernikelaan den gleichnamigen Campus der Reichsuniversität Groningen.

2014 wurden drei Einheiten an das Unternehmen Qbuzz im niederländischen Groningen ausgeliefert, wo ein Einsatz auf der dortigen Linie 11 (Hoofdstation – Grote Markt – Station Noord – Zernike P+R – Zuidhorn) vorgesehen ist. Drei weitere Hess Doppelgelenk-Hybridbusse gehen ausserdem an Voyages Emile Weber nach Luxemburg, wo nach der Auslieferung mit sechs Wagen die grösste Flotte an Hess lighTram Hybrid im Einsatz stehen wird.
| Betrieb                | Land | Anzahl | Baujahre     | Nummern   | Einsatz          | Anmerkungen                            |
| ---------------------- | ---- | ------ | ------------ | --------- | ---------------- | -------------------------------------- |
| Hess AG (Vorführwagen) | CH   | 1      | 2007         | –         |                  | 2010 an Voyages Emile Weber, dort 1442 |
| Voyages Emile Weber    | L    | 2      | 2009         | 1440–1441 | Linie 16         |                                        |
| Hamburger Hochbahn AG  | D    | 2      | 2012         | 9201–9202 | Metrobus-Linie 5 |                                        |
| Qbuzz Groningen        | NL   | 3      | 2013         | 3490–3492 | Linie 11         |                                        |
| Voyages Emile Weber    | L    | 3      | geplant 2014 | 1437–1439 | Linie 16         | tramähnliche Front- und Heckpartie     |